# 圆齿令箭
圆齿令箭俗称月兔，是仙人掌科红尾令箭属的一个种，分布于墨西哥和中美洲。圆齿令箭曾被认为是昙花属的一种，但分子系统发生学研究表明它属于红尾令箭属。